# William Edward Ayrton
Pour les articles homonymes, voir Ayrton.
William Edward Ayrton, né le (14 septembre 1847 à Londres et mort le 8 novembre 1908 dans la même ville, est un physicien et ingénieur britannique qui fut conseiller étranger au Japon pendant l'ère Meiji.

## Biographie
Ayrton est le fils de l'avocat Edward Nugent Ayrton. Il fait des études à l'University College School et à l'University College de Londres. il suivit les cours de Lord Kelvin à Glasgow.

### Vie de famille
Ayrton épouse sa cousine Matilda Chaplin Ayrton (1846-1883). Ils vécurent ensemble pendant qu'Ayrton était de retour d'Inde et que Matilda participait à la campagne des Sept d'Édimbourg, pour permettre aux femmes de suivre des études de médecine. Ils ont une fille, Edith Ayrton, écrivaine. Après la mort de sa première épouse, il se remarie avec Hertha Marks Ayrton, en 1885. Celle-ci l'aide dans ses recherches avant d'acquérir une notoriété pour ses propres travaux scientifiques sur l'arc électrique notamment. En 1899, Ayrton soutint Hertha dans son projet d'être élue première femme membre de l'Institution of Electrical Engineers et la Royal Society lui donna une médaille en 1906. Leur fille, Barbara Ayrton-Gould, est suffragiste, membre des United Suffragists et du Parti travailliste, et leur petit-fils, Michael Ayrton, est un artiste et sculpteur connu.

## Carrière
En 1868, William partit au Bengale pour travailler pour le département gouvernemental du télégraphe où il conçut une méthode pour mieux détecter les défauts des lignes, ce qui fut très bénéfique dans la maintenance du réseau de communication.
En 1873, Ayrton accepta une invitation du gouvernement japonais pour prendre une chaire de philosophie naturelle et de télégraphie à l'école impériale d'ingénieurs du Japon de Tokyo. C'est lui qui introduisit la lampe à arc électrique au Japon en 1878.
À son retour à Londres six ans plus tard, Ayrton est nommé professeur de physique appliquée au Finsbury College, et en 1884, il devint professeur d’ingénierie électrique, ou de physique appliquée, au Central Technical College dans le  quartier de Kensington. Il publia, parfois seul et parfois avec d'autres, un certain nombre d'articles sur la physique, et en particulier sur l'électricité, et son nom fut associé, avec celui du professeur John Perry, à l'invention d'une longue série d'instruments de mesure électrique, comme l'ampèremètre à spirales, et le wattmètre. Il travailla aussi sur le système d'électrification ferroviaire, fabriqua un dynamomètre et le premier tricycle électrique. Ayrton est aussi connu pour ses travaux sur les projecteurs électriques.
W.E. Ayrton et son collègue John Perry ont proposé en 1878 la création d'un art cinématique qui devrait créer les émotions par la génération de mouvements harmoniques. En 1880-1881, ils ont été les premiers électriciens universitaires à considérer comme possible la transmission d'image par l'électricité.
Il meurt à Londres en 1908 et est enterré au cimetière de Brompton.